# Кастро-Веллі (Каліфорнія)
Кастро-Веллі (англ. Castro Valley) — переписна місцевість (CDP) в США, в окрузі Аламіда штату Каліфорнія. Населення — 66 441 особа (2020).

## Географія
Кастро-Веллі розташоване за координатами 37°42′35″ пн. ш. 122°3′44″ зх. д. / 37.70972° пн. ш. 122.06222° зх. д. (37.709748, -122.062347).  За даними Бюро перепису населення США в 2010 році переписна місцевість мала площу 43,82 км², з яких 43,08 км² — суходіл та 0,74 км² — водойми.

## Демографія
Згідно з переписом 2010 року, у переписній місцевості мешкало 61 388 осіб у 22 348 домогосподарствах у складі 16 112 родин. Густота населення становила 1401 особа/км².  Було 23392 помешкання (534/км²).
Расовий склад населення:
| - 58,0 % — білих - 21,4 % — азіатів - 6,9 % — чорних або афроамериканців - 0,7 % — вихідців з тихоокеанських островів - 0,5 % — корінних американців - 6,1 % — осіб інших рас |

До двох чи більше рас належало 6,3 %. Частка іспаномовних становила 17,4 % від усіх жителів.
За віковим діапазоном населення розподілялося таким чином: 23,4 % — особи молодші 18 років, 63,2 % — особи у віці 18—64 років, 13,4 % — особи у віці 65 років та старші. Медіана віку мешканця становила 41,2 року. На 100 осіб жіночої статі у переписній місцевості припадало 94,5 чоловіків;  на 100 жінок у віці від 18 років та старших — 91,0 чоловіків також старших 18 років.
Середній дохід на одне домашнє господарство  становив 106 830 доларів США (медіана — 85 596), а середній дохід на одну сім'ю — 118 683 долари (медіана — 98 505). Медіана доходів становила 64 352 долари для чоловіків та 56 632 долари для жінок. За межею бідності перебувало 7,4 % осіб, у тому числі 11,1 % дітей у віці до 18 років та 5,7 % осіб у віці 65 років та старших.
Цивільне працевлаштоване населення становило 30 218 осіб. Основні галузі зайнятості: освіта, охорона здоров'я та соціальна допомога — 22,1 %, науковці, спеціалісти, менеджери — 15,5 %, роздрібна торгівля — 10,2 %, виробництво — 9,9 %.